# Basigin
Basigin (auch: extracellular matrix metalloproteinase inducer, kurz EMMPRIN) ist ein Glykoprotein in der Zellmembran von Epithelzellen der Wirbeltiere. Es übt Funktionen unter anderem im Kohlenhydrat-Stoffwechsel und bei der Signaltransduktion des Immunsystems aus. Basigin trägt eine Immunglobulin (Ig)-Proteindomäne und ist Determinante des Ok-Blutgruppensystems. Beim Menschen wird es hauptsächlich im Gefäßepithel und in malignen Gliomen exprimiert.
Basigin ist für die Lokalisierung der Monocarboxylat-Transporter MCT1, MCT4 und MCT12 zuständig, deren anschließende Transportaktivität ohne Bindung an Basigin unmöglich ist. Basigin ist damit unentbehrlich für den Austausch von Lactat zwischen den Zellen.
Mithilfe der Ig-Domäne bindet Basigin der einen Zelle an Basigin einer benachbarten Zelle und agiert so als Zelladhäsionsmolekül. Basigin bindet weiterhin Integrine, Cyclophiline, Caveolin-1 und Annexin II. Seine zytosolische Domäne induziert die Expression von Matrix-Metalloproteasen (MMP) und ist dadurch Teil der Angiogenese, Zellproliferation, des Energiestoffwechsels, der Zellmigration und der Zellmotilität.
Neben seiner physiologischen Bedeutung spielt Basigin eine wichtige Rolle in der Entstehung der durch Plasmodium falciparum ausgelösten Malaria tropica. Der Parasit benutzt Basigin als Rezeptor, um an Erythrozyten zu binden und in sie einzudringen. Möglicherweise dient Basigin auch dem Coronavirus SARS-CoV-2 als eine Eintrittspforte in Wirtszellen (neben ACE2). Ein gegen CD147 gerichteter Antikörper, Meplazumab wurde gegen die COVID-19 Pneumonie an Patienten erfolgreich getestet.